# Государственная премия РСФСР имени И. Е. Репина

Медаль лауреата Государственной премии РСФСР имени И. Е. Репина

Государственная премия РСФСР имени И. Е. Репина — премия, ежегодно присуждаемая СМ РСФСР в области изобразительного искусства. Присуждалась в 1966—1991 годах ежегодно во всех жанрах изобразительной деятельности и за книги по искусству. Награждённым присваивалось звание «Лауреат Государственной премии РСФСР», вручался Почётный знак и диплом.

## Лауреаты Государственной премии РСФСР имени И. Е. Репина
(список полный)

### 1966
1. Коржев, Гелий Михайлович — за триптих «Коммунисты» (1957—1960): «Интернационал», «Поднимающий знамя», «Гомер (рабочая студия)»
2. Моисеенко, Евсей Евсеевич — за картину «Красные пришли» (1961)
3. Цигаль, Владимир Ефимович — за памятник генерал-лейтенанту Д. М. Карбышеву в Маутхаузене (Австрия) (1962)

### 1967
1. Коновалова, Ольга Ивановна, Пенкина, Зоя Васильевна, Косс-Деньшина, Екатерина Иосифовна, Кошкина, Евдокия Захаровна — за создание образцов дымковской игрушки, развивающих традиции русского народного творчества
2. Файдыш, Андрей Петрович (посмертно) — за скульптурные портреты К. Э. Циолковского и С. П. Королёва (1963—1966) из серии работ, посвящённых героям космоса
3. Мочальский, Дмитрий Константинович — за картины «Новосёлы», «Молодожёны-целинники», «Красный уголок», «Заочники» из серии работ «Люди целины»

### 1968
1. Стожаров, Владимир Фёдорович — за картины «Новый Север», «Белая ночь. Село Важгорт», «Суббота», «Село Большая Пысса», «Исады. переправа» из серии пейзажей «На севере России»
2. Ткачёв, Сергей Петрович, Ткачёв, Алексей Петрович — за картины «За землю, за волю» и «Между боями»
3. Ватагин, Василий Алексеевич — за серию анималистических скульптур
4. Веселова, Вера Дмитриевна, Ельфина, Виктория Николаевна, Хумала, Эльза Яковлевна, Исакова, Капитолина Васильевна, Сибирцева, Варвара Васильевна, художники Вологодского кружевного объединения «Снежинка», — за создание высокохудожественных образцов кружевных материй

### 1969
1. Лангинен, Лео Фомич — за серию скульптурных портретов «Наш современник»: «Помор», «Комсомолка 30-х годов», «Сиркка», «Тойво Антиканен», «Портрет спортсмена Миши Попова»
2. Кугач, Юрий Петрович — за картины «В субботу», «Перед танцами», «Свадьба», «Селькор»
3. Бусова, Александра Тимофеевна, Веселова, Ольга Николаевна, Доспалова, Екатерина Николаевна, Иванова Нина Ивановна, Киева, Зинаида Флегонтьевна, Лушина, Ольга Павловна, Сальникова, Нина Петровна, Синёва, Марфа Фёдоровна, художники Семёновской фабрики «Хохломская роспись» и Сёминской фабрики «Хохломской художник», — за создание высокохудожественных произведений прикладного искусства в традициях хохломской росписи

### 1970
1. Ромадин, Николай Михайлович — за картины «У сельсовета», «Есенинский вечер», «У лесного кургана», «Золотая речка»
2. Пленкин, Борис Алексеевич — за серию скульптурных произведений «Рабочий класс» («Рабочий», «Молодые сталевары», «Портрет работницы Кати Ивановой»)
3. Воробьевский, Алексей Викторович, Городецкий, Владимир Михайлович, Криммер, Эдуард Менделевич, Лепорская, Анна Александровна, Славина, Нина Павловна, художники ЛФЗ имени М. В. Ломоносова; Леонов, Пётр Васильевич, художник ДФЗ; Смирнов, Евгений Петрович, художник Дмитровского ФЗ, — за создание высокохудожественных образцов фарфоровых изделий
4. Зиновьев, Николай Михайлович, Зубкова, Тамара Ивановна, Котухина, Анна Александровна, художники художественно-производственных мастерских Палехского отделения Художественного фонда РСФСР; Фомичёв, Иван Александрович, Фомичёв, Лев Александрович, Шишаков, Николай Иванович, художник мастерской фабрики «Пролетарское искусство»; Чижов, Михаил Степанович, Страхов, Иван Иванович, художники Федоскинской ФМЖ; Бабурин, Николай Иванович, Киселёв, Борис Иванович, художники Холуйской ФХЛМ, — за создание высокохудожественных произведений лаковой миниатюры

### 1971
1. Гаврилов Владимир Николаевич (посмертно) — за картины «Дмитрий Фёдорович с приёмным сыном», «За родную землю», «Радостный март»
2. Лактионов, Александр Иванович — за портреты лётчика-космонавта В. М. Комарова (1967), Героев Социалистического Труда Ф. Н. Петрова и П. И. Воеводина
3. Нечитайло, Василий Кириллович — за картины «На Красной площади», «За Советскую власть»
4. Абдурахманов, Абдулла Магомедович, Абдулаев, Идрис Абдулаевич, Алиханов, Расул Алиханович, Гимбатов Базарган Гимбатович, Кишев, Гаджи Магомедович, Магомедов, Гаджибахмуд Магомедович, Чабкаев, Гасангусейн Мусаевич, мастера-художники Кубачинского комбината художественных изделий, Унцкульской художественной фабрики и Гоцатлинского комбината художественных изделий ДАССР, — за создание высокохудожественных произведений народного искусства из серебра и дерева

### 1972
1. Пластов, Аркадий Александрович (посмертно) — за картины «Костёр в поле», «Из прошлого» и портреты современников
2. Аракчаа, Раиса Ажыевна, Байынды, Байыр Сарыгович, Тойбухаа, Хертек Каштайович, Хертек, Мижит-Доржу Сегбеевич — за создание высокохудожественных произведений народного искусства из камня
3. Андреева, Анна Алексеевна, Архангельская, Ирина Павловна, Бобкова, Зоя Васильевна, Балагурова, Нина Сергеевна, Елецкая, Надежда Николаевна, Жовтис, Наталья Моисеевна, Заславская, Суламифь Александровна, Подъяпольская, Анна Николаевна, Скворцова, Елена Николаевна — за создание высокохудожественных образцов тканей для массового производства

### 1973
1. Грицай, Алексей Михайлович — за пейзажи «Бурный день», «Апрельский вечер», «Овраг. Весна», «Подснежники», «Восход луны»
2. Мальцев, Пётр Тарасович, Присекин, Николай Сергеевич — за диораму «Бой воздушного десанта под Вязьмой зимой 1942 года»
3. Ряузов, Борис Яковлевич — за серию картин «Исторические места Сибири, связанные с деятельностью В. И. Ленина»: «Дом, где жил В. И. Ленин», «Шушенское. Окно В. И. Ульянова», «Енисей. Шторм стихает», «Шушенские просторы», «Енисей перед снегопадом»

### 1974
1. Курнаков, Андрей Ильич — за серию портретов «Наши современники» (портреты Героя Социалистического Труда В. Я. Прибыльнова, хирурга В. И. Заикина, художника К. С. Андросова)
2. Сидоров, Валентин Михайлович — за серию картин «Моя Родина»
3. Комов, Олег Константинович — за скульптурные работы, посвящённые А. С. Пушкину
4. Корнеев, Владимир Васильевич, Муратов, Владимир Сергеевич, Рогов, Евгений Иванович, Филатов Владимир Александрович — за создание для массового выпуска высокохудожественных образцов изделий из стекла на Гусевском хрустальном заводе МСПМ СССР

### 1975
1. Зверьков, Ефрем Иванович — за картины «Голубой апрель», «Зимнее солнце», «В лесном краю», «Северная весна»
2. Сафронов, Виктор Алексеевич — за картины «Клятва», «Гвардейское знамя», «Солдатское письмо»
3. Томский, Николай Васильевич — за памятник М. И. Кутузову в Москве
4. Григорян, Галина Сергеевна, Кузнецова, Мария Павловна, Махровская, Екатерина Владимировна, Николаева, Екатерина Яковлевна, Цыбина, Альбина Ивановна — за создание на текстильных предприятиях Ивановской области высокохудожественных образцов тканей для массового выпуска

### 1976
1. Угаров, Борис Сергеевич — за картины «За землю, за волю», «Июнь. 1941 год», «Земля»
2. Якупов, Харис Абдрахманович — за картины «Челнинские красавицы», «Передовые животнововды — пастухи Н. Зиганшин, Ш. и Г. Шакуровы»
3. Кибальников, Александр Павлович — за памятник С. А. Есенину в Рязани
4. Аммосов, Терентий Васильевич, Буторин, Николай Дмитриевич, Емрыкаин, Василий, Кривошеин, Геннадий Георгиевич, Пестерев, Семён Николаевич, Петров, Степан Никифорович, Сейгутегин, Иван Иванович, Тынатваль, Галина, Эмкуль, Вера, художники, — за создание высокохудожественных произведений народного искусства из кости (скульптура и гравировка)

### 1977
1. Бродская, Лидия Исааковна — за картины «Весна», «Над просторами России», «Байкал»
2. Загонек, Вячеслав Францевич — за картины «Морозное утро», «Май», «Утро»
3. Головницкий, Лев Николаевич — за скульптурные композиции «Уральцы», «Гимн борцам», «Межи перепаханы»
4. Гогин, Андрей Павлович, Гончарова, Нина Николаевна, Жмылёв, Владимир Васильевич, Лапшин Евгений Петрович, Летков, Вячеслав Иванович, Мажаев, Николай Николаевич, Савельев, Михаил Петрович, художники, — за высокохудожественную роспись по металлу на Жостовской Фабрике Декоративной Росписи

### 1978
1. Киселёв, Виктор Васильевич — за картины «Конный двор», «Комсомолка Люба», «Портрет брата», «Свадьба»
2. Полюшенко, Андрей Петрович — за картины «На приокских просторах», «Октябрь», «Бородино. Поле русской славы», «Последний снег»
3. Мечев, Мюд Мариевич — за создание высокохудожественных гравюр к карело-финскому народному эпосу «Калевала» и Никиреев, Станислав Михайлович — за создание высокохудожественных гравюр — пейзажей Подмосковья: «Соловьиные места», «Весенний мотив», «Зимний пейзаж», «Сельский пейзаж»
4. Азарова, Людмила Павловна, Бессарабова, Наталия Ивановна, Дунашова, Татьяна Сергеевна, Окулова, Зинаида Васильевна, художники — за создание высокохудожественных керамических изделий в ПО «Гжель» Московской области

### 1979
1. Морозов Александр Иванович — за серию пейзажей «Родные мотивы»
2. Яковлев, Андрей Алексеевич — за картину «Счастливая»
3. Золотарёв, Николай Николаевич — за оформление оперных спектаклей «Русалка» А. С. Даргомыжского, «Иоланта» П. И. Чайковского в ГАБТ и спектакля «Виринея» Л. Н. Сейфуллиной в МАМТ имени К. С. Станиславского и Вл. И. Немировича-Данченко
4. Асвацатурьян, Акнуний Арсенович, Лаврова, Александра Петровна, Мунтян, Юрий Афанасьевич, Остроумов, Адольф Михайлович, Смирнов Борис Александрович, Тихомирова, Наталья Борисовна, художники, — за создание массовых серийных и уникальных изделий из хрусталя на ЛЗХС

### 1980
1. Либеров, Алексей Николаевич — за серию пейзажей: «Весна на Иртыше», «Угрюм-река», «Над Васюганом», «Буровая Китаева», «Самотлорские месторождения»
2. Сорокин, Иван Васильевич — за серию пейзажей «Любовь моя — Россия»: «Март. Последний снег», «Москва, Фрунзенская набережная», «Красная площадь», «Осенний вечер в Москве», «Зима в Суздале»
3. Кирюхин, Олег Сергеевич — за скульптуру «БАМ»
4. Павловский, Борис Васильевич, искусствовед, — за книги «Декоративно-прикладное искусство промышленного Урала», «Каслинский чугунный павильон»

### 1981
1. Холмогоров, Алексей Павлович — за серию картин, посвящённым людям Советской Удмуртии
2. Астапов, Василий Павлович — за серию скульптурных портретов «Наш современник»
3. Захаров, Гурий Филиппович — за серию графических работ, посвящённых Москве
4. Додонова, Ирина Петровна, Зубрицкий, Виктор Иванович, Ольшевская, Злата Александровна, Регунова, Екатерина Петровна, Рыжов, Семён Петрович, художники, — за серию высокохудожественных рисунков для павловских платков

### 1982
1. Игошев, Владимир Александрович — за серию портретов «Люди таёжного края»: «Старая манси», «Портрет оленевода Ф. Н. Тихонова», «Песенка северяночки», «Молодой охотник», «Девочка из таёжного посёлка», «Старый охотник»
2. Кукрыниксы — за иллюстрацию и оформление книги М. Е. Салтыкова-Щедрина «История одного города»
3. Курдов, Валентин Иванович — за серию графических работ «Песни революции»
4. Куландин, Николай Александрович, Хаунов, Александр Алексеевич, художники росписи по металлу; Матакова, Лидия Николаевна, Солдатова, Валентина Васильевна, мастера-ювелиры по филиграни, — за создание высокохудожественных произведений в технике «ростовская финифть»; Тараев, Михаил Михайлович, художник декоративно-прикладного искусства, — за серию работ в фарфоре — чайные сервизы: «Русский сувенир», «Снегири», «Песнь о Дымке»

### 1983
1. Жемерикин, Вячеслав Фёдорович — за картину «Возвращение»
2. Фомин, Пётр Тимофеевич — за серию пейзажей «Родной край»
3. Блинова, Анфиса Фёдоровна, Смирнова, Вера Ильинична, художники Кировской ФСКИ имени 8 Марта, — за создание высокохудожественных образцов строчевышитых и кружевных изделий; Шувалов, Евграф Сергеевич, художник Дятьковского хрустального завода, — за создание серии художественных изделий из хрусталя и стекла
4. Аболина, Раиса Яковлевна, Веймарн, Борис Владимирович, Костина, Елена Михайловна, Сопоцинский, Олег Игоревич (посмертно), Шантыко, Нина Ивановна, искусствоведы, — за 2-томный труд «Советское изобразительное искусство 1917—1941», «Советское изобразительное искусство. 1941—1960»

### 1984
1. Судаков, Павел Фёдорович — за работы последних лет: портреты писателей П. Л. Проскурина, В. И. Баныкина и другие картины
2. Учаев, Анатолий Васильевич — за картины «Победитель», «Месяц хлебный»
3. Переяславец, Михаил Владимирович — за скульптуры «Смоленские дороги», «Портрет командира», «Портрет В. В. Копчикова»
4. Соколова, Лина Александровна, художник, — за гобелены «Мирный космос», «Вечность», «Утро»

### 1985
1. Блок, Павел Павлович — за картины «Эшелон», «Весенний призыв», «Мир вашему дому»
2. Жилинский, Дмитрий Дмитриевич — за картину «Ожидание»
3. Рябинский, Евгений Владиславович — за картины «Вешние воды», «Земля тамбовская», «Зимний день в деревне»
4. Коновалов, Аристарх Евстафьевич, гл. художник, Беспалова, Лилия Фёдоровна, Касатова, Фаина Никифоровна, Кубаткина, Лидия Александровна, Рукина, Тамара Михайловна, Соколова, Александра Васильевна, художники фабрики «Городецкая роспись» управления художественных промыслов Горьковского облисполкома, — за произведения, выполненные в традициях городецкой росписи по дереву

### 1986
1. Аникушин, Михаил Константинович — за серию скульптурных портретов «Наш современник»: «Ткачиха В. Н. Голубева», «Рабочий В. С. Чичеров», «Балерина Г. С. Уланова», «Композитор Г. В. Свиридов»
2. Брюсова, Вера Григорьевна, искусствовед, — за цикл научных исследований, посвящённых русской живописи XVII века: книги «Фрески Ярославля», «Гурий Никитин», «Фёдор Зубов», «Русская живопись XVII века»
3. Кончаловский, Михаил Петрович — за натюрморты последних лет
4. Осипов, Афанасий Николаевич — за картину «Мунха — праздник подлёдного лова» и пейзажи «Речка Аргомай», «Устье Иньяли»

### 1987
1. Кириллова, Лариса Николаевна — за картины «Девчата у окна», «На реке», «После работы»
2. Козлов Сергей Иванович, Ларишев, Геннадий Иванович, Липицкий, Виктор Дмитриевич, Солонинкин, Николай Михайлович, Толстов, Александр Алексеевич — за произведения федоскинской лаковой миниатюры (1984—1986)
3. Леняшин, Владимир Алексеевич, искусствовед, — за книги «Портретная живопись В. А. Серова 1900-х годов», «…Художников друг и советник. Современная живопись и проблемы критики»
4. Цигаль, Виктор Ефимович, художник, — за работы, выполненные в технике металлопластики из серии «Шаги Октября»: «Красногвардейцы», «Первый трактор», «Субботник»

### 1988
1. Клыков, Вячеслав Михайлович, скульптор; Снегирёв, Вячеслав Иванович, архитектор, — за памятник К. Н. Батюшкову в Вологде
2. Харлов, Виктор Георгиевич — за цикл живописных произведений «Русиновская земля»

### 1989
1. Иванов, Виктор Иванович — за картины «Похороны в Исадах», «Ледоход»
2. Некрасова, Мария Александровна, искусствовед, — за монографию «Народное искусство как часть культуры»
3. Цузмер, Ревекка Моисеевна, художник, — за цикл декоративных работ «Памяти поэта», посвящённый А. С. Пушкину
4. Шмаринов, Алексей Дементьевич — за иллюстрации и художественное оформление книг «Кто с мечом», «На поле Куликовом», «Россия героическая»

### 1990
В ОБЛАСТИ ИЗОБРАЗИТЕЛЬНОГО ИСКУССТВА
1. Васильев, Эдуард Иосифович — за картину «Политссыльный в Якутске»
2. Федосов, Никита Петрович, — за пейзаж из цикла «Времена года»

ЗА РАБОТЫ И ПРОИЗВЕДЕНИЯ В ОБЛАСТИ НАРОДНОГО ХУДОЖЕСТВЕННОГО ТВОРЧЕСТВА
1. Базаров, Баясхалан Цыпылович, Жагбаев, Батор Дамдин-Сурунович, Жамбалов, Булат Гэндэнович, Налханов, Геннадий Гомбоевич, Нохоров, Радна Дампилович, Санжеев, Дымбрыл Сосорович, Эрдынеев, Дмитрий Намжилович, Эрдынеев, Жамсаран Нимажапович, группа народных мастеров-ювелиров Бурятии, — за работы последних лет

### 1991
В ОБЛАСТИ ИЗОБРАЗИТЕЛЬНОГО ИСКУССТВА
1. Телин, Владимир Никитович — за картину «Родительский день»
2. Юкин, Владимир Яковлевич — за серию живописных произведений «Край родной»

ЗА РАБОТЫ И ПРОИЗВЕДЕНИЯ В ОБЛАСТИ НАРОДНОГО ХУДОЖЕСТВЕННОГО ТВОРЧЕСТВА
1. Голованова, Татьяна Константиновна, Грумкова, Валентина Васильевна, Курбатова, Александра Васильевна, Линева, Мария Александровна, Лощинина, Татьяна Васильевна, Насонова, Нелли Козьминична, Пелёнкин, Михаил Михайлович, Поляков, Сергей Иванович, Рожко, Александр Иванович, Смирнова, Диана Алексеевна, народные мастера Рязанской области, — за произведения вышивки, кружевоплетения и традиционного скопинского гончарства последних лет

## Примечание
1. В Постановлениях 1990—1991 годов номинация премии указана как «в области изобразительного искусства» без упоминания имени И. Е. Репина